# Стець Павло Іванович
Павло́ Іва́нович Сте́ць (нар. 12 липня 1990 — пом. 25 листопада 2014) — старший сержант Збройних сил України.

## Життєпис
Закінчив мукачівську ЗОШ, по тому — Академію сухопутних військ ім. Петра Сагайдачного. Служив у мукачівській військовій частині, мав бажання стати офіцером.
Старший сержант, військовослужбовець 128-ї гірсько-піхотної бригади, головний сержант взводу.
25 листопада 2014-го загинув біля села Нікішине внаслідок вчиненого терористами мінометного обстрілу взводного опорного пункту. Тоді ж поліг Олександр Ігнатишин.
Без сина лишилась мама.

## Нагороди та вшанування
- 15 березня 2015 року за особисту мужність і героїзм, виявлені у захисті державного суверенітету та територіальної цілісності України, вірність військовій присязі під час російсько-української війни, відзначений — нагороджений орденом «За мужність» III ступеня (посмертно).[1]
- нагрудним знаком «За оборону Луганського аеропорту» (посмертно).
- рішенням сесії Мукачівської міської ради нагороджений званням «Почесний громадянин міста Мукачева» (28.5.2015., посмертно).